# Hegyeshalom
Hegyeshalom je vas na Madžarskem, ki upravno spada pod podregijo Mosonmagyaróvári Županije Győr-Moson-Sopron.